# Halny

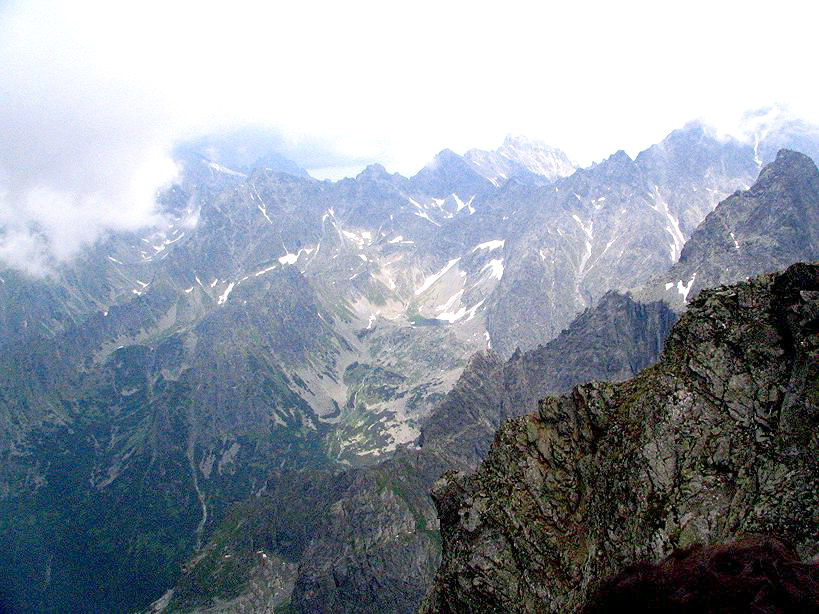
Vista dei Tatra da Rysy, Polonia

L'Halny è un vento foehn (favonio) che soffia nella Polonia meridionale e in Slovacchia sui Monti Tatra, catena del gruppo dei Carpazi. L'halny più forte soffia nella regione di Podhale, nel sud della Polonia, provenendo da sud, lungo le pendici dei Monti Tatra; in Slovacchia, dall'altra parte delle montagne, proviene da nord.
A volte può intensificarsi e causare disastri: danneggiare i tetti, provocare valanghe e, secondo alcuni, può avere una certa influenza sugli stati mentali.
L'halny si avverte per lo più in ottobre e novembre, a volte in febbraio e marzo, raramente negli altri mesi. Nel maggio 1968 un halny distruttivo noto come Vento del secolo, dove la velocità dell'aria, secondo quanto riferito, raggiunsero i 288 km/h, distrusse vaste aree di selvicoltura nel sud della Polonia.